# 탄 홀딩스 FC
탄 홀딩스 FC는 북마리아나 제도의 축구단이다. 현재 M*리그 디비전 1에 참가하고 있다.

## 우승
- M*리그 디비전 1: 2012 추계, 2014-15, 2016 춘계

## 선수 명단

### 역대
틀:M*리그 디비전 1